# Spodnji Jakobski Dol
Spodnji Jakobski Dol este o localitate din comuna Pesnica, Slovenia, cu o populație de 353 de locuitori.